# Jean Xhenceval
Jean Xhenceval, né le 6 février 1945 à Comblain-au-Pont, est un pilote automobile belge, essentiellement sur voitures de tourisme en circuits.
Sa carrière s'est déroulée entre 1970 et 1983, en roulant sur BMW exclusivement jusqu'en 1979.

## Palmarès

### Titre

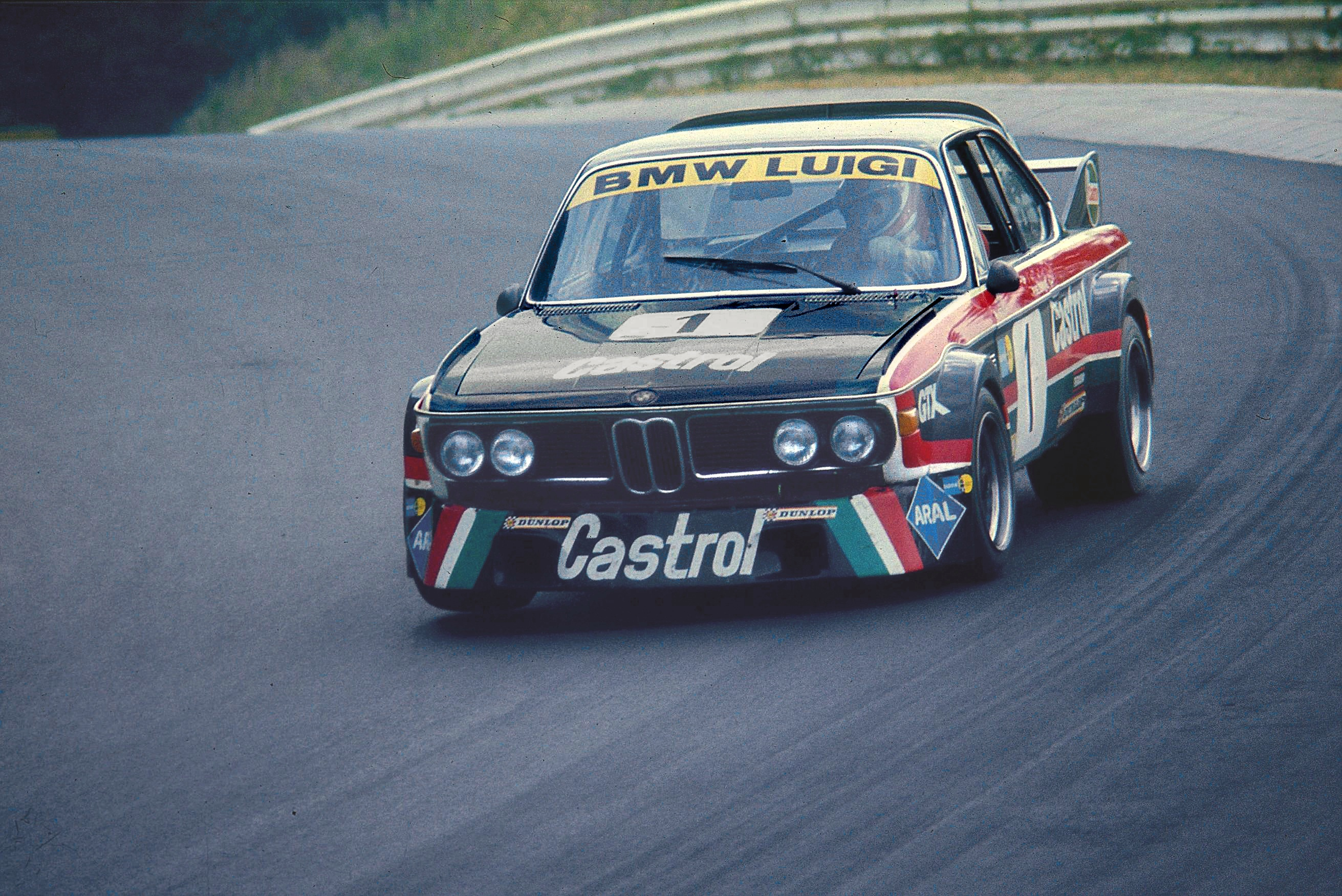
Jean Xhenceval 1976

- Championnat d'Europe FIA des voitures de tourisme sur BMW 3.0 CSL en 1976 (coéquipier son compatriote Pierre Dieudonné, et BMW Champion d'Europe de division 4 la même saison);
  - 3e du Championnat d'Europe FIA des voitures de tourisme en 1977 et 1979.

### Victoires notables
- 24 Heures de Spa en 1974 et 1975;
- RAC Tourist Trophy en 1976;
- GP de Brno en 1976, 1977 et 1979;
- 4 Heures de Jarama en 1976;
- ETCC Monza en 1976 et 1977;
- ETCC Mugello en 1976;
- 4 Heures de Monza en 1979;
- 500 kilomètres de Brands Hatch en 1979;
- 500 kilomètres de Pergusa en 1979.

(Nota Bene: il a terminé 8e, 9e et 10e des 24 Heures du Mans, respectivement en 1977, 1981 et 1980 pour trois participations, toujours avec Pierre Dieudonné)